# Galileo Regio
La Galileo Regio è una vasta formazione geologica di colore scuro presente sulla superficie di Ganimede, il più grande dei satelliti di Giove. Il suo diametro è di circa 5000 km. La regione è dedicata all'astronomo italiano Galileo Galilei.
Non si tratta di un cratere da impatto ma di una zona di antichissima formazione che è stata frammentata dai movimenti tettonici ed è ora circondata da materiale più giovane e chiaro emerso dagli strati inferiori del satellite. Si ritiene che abbia circa 4 miliardi di anni.
La superficie è pesantemente craterizzata: tra le formazioni più interessanti spicca per contrasto cromatico la Memphis Facula.
La regione è delimitata a sud dall'Uruk Sulcus che la separa dalla Marius Regio.